# Kembang Jeruk
Kembang Jeruk is een bestuurslaag in het regentschap Sampang van de provincie Oost-Java, Indonesië. Kembang Jeruk telt 4158 inwoners (volkstelling 2010).